# Џозеф Тејлор Комфер
Џозеф Тејлор Комфер (енгл. Joseph Taylor Compher — Нортбрук, 8. април 1995), познат и као Џеј Ти Комфер (енгл. J. T. Compher) професионални је амерички хокејаш на леду који игра на позицијама центра и десног крила.
Члан је сениорске репрезентације Сједињених Држава за коју је на међународној сцени дебитовао на светском првенству 2016. године.
Учествовао је на улазном драфту НХЛ лиге 2013. где га је као 35. пика у другој рунди одабрала екипа Буфало сејберса. Међутим током драфта 2015. Сејберси су проследили права на екипу Колорадо аваланча, тим са којим је Комфер крајем априла 2016. потписао први професионални уговор у каријери (у трајању од три године).